# Novembre 1885

## Événements
- 14 novembre : début de la Guerre serbo-bulgare à la suite de l'annexion par la Bulgarie de la Roumélie orientale (fin le 3 mars 1886). La Serbie, inquiète de l’apparition d’un nouveau foyer slave dans la région, envahit la Bulgarie, mais est défaite. L’Autriche appelle à la tenue d’une conférence internationale pour avaliser la nouvelle situation.

- 16 novembre, Canada : Louis Riel, reconnu coupable par un jury anglophone, est pendu à Regina.
  - Le procès de Louis Riel comprenant les avocats Christopher Robinson, Britton Bath Osler, George Burbidge, David Lynch Scott et Thomas Chase-Casgrain fut considéré comme étant pro anglophone et devait diviser les communautés francophones et anglophones.

- 17 novembre : la ligne de chemin de fer transcontinentale du Canadien Pacifique est complété. La colonisation agricole atteint la partie méridionale des Territoires du Nord-Ouest.

- 22 novembre, Canada : assemblée du Champ-de-Mars à Montréal à la suite de l'exécution de Louis Riel. Wilfrid Laurier et Honoré Mercier y prononcent des discours accusant John A. Macdonald de l'avoir abandonné à la haine des fanatiques.

- 25 novembre : création du parc national Banff, le premier parc national du Canada.

- 28 novembre : dix mille Britanniques occupent Mandalay, capitale de la Haute-Birmanie. Le lendemain, le roi Thibaw Min est envoyé en exil et la Birmanie est annexée à l'Inde britannique le 1er janvier 1886.

## Naissances
- 2 novembre : Harlow Shapley, astrophysicien américain († 20 octobre 1872).
- 11 novembre : George Patton, général américain († 21 décembre 1945).
- 14 novembre : Sonia Terk-Delaunay, peintre ukrainienne († 5 décembre 1979).
- 17 novembre : Henri De Man, homme politique belge († 20 juin 1953).

## Décès
- 16 novembre : Louis Riel, « père » du Manitoba, chef métis, Canada (° 1844).
- 18 novembre : Theo van Lynden van Sandenburg, homme politique néerlandais (° 1826).
- 27 novembre : Félix-François Barthélémy Genaille, peintre français  (° 1826).
- 29 novembre : Fernand de Rossius, homme politique belge (° 28 juin 1831).